# تیلمن (کارولینای جنوبی)
تیلمن (به انگلیسی: Tillman) یک منطقهٔ مسکونی در ایالات متحده آمریکا است که در شهرستان جاسپر، کارولینای جنوبی واقع شده است. تیلمن ۱۷٫۰۷ متر بالاتر از سطح دریا قرار دارد.